# Горина, Мария Семёновна
Мария Семёновна Горина (12 июля 1909, Вятская губерния — 25 января 1996, Мамоново, Новосибирская область) — звеньевая семеноводческого колхоза «Льновод» Маслянинского района Новосибирской области. Герой Социалистического Труда (1950).

## Биография
Родилась в 1909 году в крестьянской семье в Вятской губернии (сегодня — Кировская область). В 1924 году её родители переехали в село Мамоново Сибирского края. C 1930 года трудилась разнорабочей в семеноводческом колхозе «Льновод» Маслянинского района в селе Мамоново. В годы Великой Отечественной войны заменила своего мужа ушедшего на фронт. Работала комбайнёром на его комбайне. С 1944 по 1956 года возглавляла полеводческое звено.
В 1947 году звено Марии Гориной получило в среднем по 31 центнера волокна льна-долгунца, за что она была награждена Орденом Ленина. В 1949 году на участке площадью 2,5 гектаров было получено в среднем по 7,1 центнера волокна льна-долгунца и 7,5 центнеров семян с каждого гектара. Указом Президиума Верховного Совета СССР от 29 мая 1950 года за получение высоких урожаев волокна и семян льна-долгунца при выполнении колхозом обязательных поставок и контрактации по всем видам сельскохозяйственной продукции, натуроплаты за работу МТС в 1949 году и обеспеченности семян всех культур в размере полной потребности для весеннего сева 1950 года удостоена звания Героя Социалистического Труда с вручением ордена Ленина и золотой медали «Серп и Молот».
После выхода на пенсию проживала в селе Мамоново, где скончалась в 1996 году. Похоронена на сельском кладбище этого села.
Сочинения
- Горина, М. Сталинская забота вдохновляет на новые трудовые подвиги: [ответное слово М. С. Гориной на награждение её орденом Ленина] / М. Горина // Социалистическое льноводство.- 1948.- 15 марта.- С. 1.

Память
Её именем названа одна из улиц в селе Мамоново.

## Награды
- Орден Ленина — дважды (1948, 1950)
- Медаль «За трудовую доблесть»